# Antonio Schwager
Antonio Schwager fue un militar y traductor suizo establecido en España a comienzos del siglo XIX.
Poco se sabe sobre él. Fue ayudante y luego capitán (11-XI-1803) de uno de los seis regimientos de infantería suiza que entre los siglos XVIII y XIX poseía el ejército español, el del coronel Cristóbal de Rüttiman. Se casó con Catalina Ramis Roselló, hija del jurista y traductor balear Pedro Ramis y Ramis, de la que tuvo una hija, Manuela, y un nieto, el erudito Francisco Manuel de los Herreros Schwager. Tradujo del inglés El sabio en la soledad o meditaciones religiosas sobre diversos asuntos de Edward Young en 1819.

## Obras
- Trad. de Edward Young, El sabio en la soledad, o Meditaciones religiosas sobre diversos asuntos, Madrid, en la Oficina que fue de García,  1819 y México: Galván, 1833.